# Helle Sparre
Helle Sparre-Viragh (Copenaghen, 30 giugno 1956) è un'ex tennista danese.
È conosciuta anche come Helle Sparre-Viragh.

## Carriera
In carriera ha vinto un titolo di doppio, gli US Clay Court Championships nel 1978, in coppia con la svedese Helena Anliot. Nei tornei del Grande Slam ha ottenuto il suo miglior risultato a Wimbledon raggiungendo il terzo turno nel singolare nel 1977 e nel 1978, e nel doppio sempre nel 1978.
In Fed Cup ha disputato 20 partite, ottenendo 10 vittorie e 10 sconfitte.

## Statistiche

### Doppio

#### Vittorie (1)
| Numero | Anno           | Torneo                                    | Superficie  | Compagna      | Avversarie in finale               | Punteggio |
| 1.     | 13 agosto 1978 | US Clay Court Championships, Indianapolis | Terra rossa | Helena Anliot | Barbara Hallquist Sheila McInerney | 6-3, 6-1  |

### Risultati in progressione
| Sigla | Risultato               |
| ----- | ----------------------- |
| V     | Vincitore               |
| F     | Finalista               |
| SF    | Semifinalista           |
| O     | Oro olimpico            |
| A     | Argento olimpico        |
| SF    | Bronzo olimpico         |
| QF    | Quarti di Finale        |
| 4T    | Quarto turno            |
| 3T    | Terzo turno             |
| 2T    | Secondo turno           |
| 1T    | Primo turno             |
| RR    | Round Robin             |
| LQ    | Turno di qualificazione |
| A     | Assente                 |
| ND    | Non disputato           |

| Legenda superfici    |
| -------------------- |
| Cemento              |
| Terra battuta        |
| Erba                 |
| Superficie variabile |

#### Singolare nei tornei del Grande Slam
| Torneo          | 1974 | 1975 | 1976 | 1977 | 1977 | 1978 |
| --------------- | ---- | ---- | ---- | ---- | ---- | ---- |
| Australian Open | A    | A    | A    | A    | A    | A    |
| Open di Francia | A    | A    | A    | A    | A    | 2T   |
| Wimbledon       | A    | A    | A    | 3T   | 3T   | 3T   |
| US Open         | 1T   | A    | A    | 1T   | 1T   | 1T   |

#### Doppio nei tornei del Grande Slam
| Torneo          | 1974 | 1975 | 1976 | 1977 | 1977 | 1978 |
| --------------- | ---- | ---- | ---- | ---- | ---- | ---- |
| Australian Open | A    | A    | A    | A    | A    | A    |
| Open di Francia | A    | A    | A    | A    | A    | 1T   |
| Wimbledon       | A    | A    | A    | A    | A    | 3T   |
| US Open         | 2T   | A    | A    | 1T   | 1T   | 2T   |

#### Doppio misto nei tornei del Grande Slam
Nessuna partecipazione